# Рибейра-де-Фрагуаш
Рибейра-де-Фрагуаш (порт. Ribeira de Fráguas) — район (фрегезия) в Португалии, входит в округ Авейру. Является составной частью муниципалитета Албергария-а-Велья. Находится в составе крупной городской агломерации Большое Авейру. По старому административному делению входил в провинцию Бейра-Литорал. Входит в экономико-статистический субрегион Байшу-Воуга, который входит в Центральный регион. Население составляет 1869 человек. Занимает площадь 25,77 км².
Покровителем района считается Иаков Зеведеев.